# Lepontiska

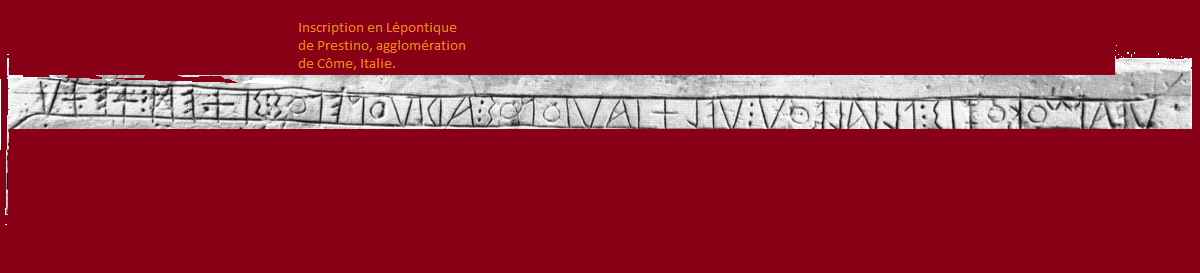
Lepontisk inskription från Prestino (samhälle i Como, Italien).

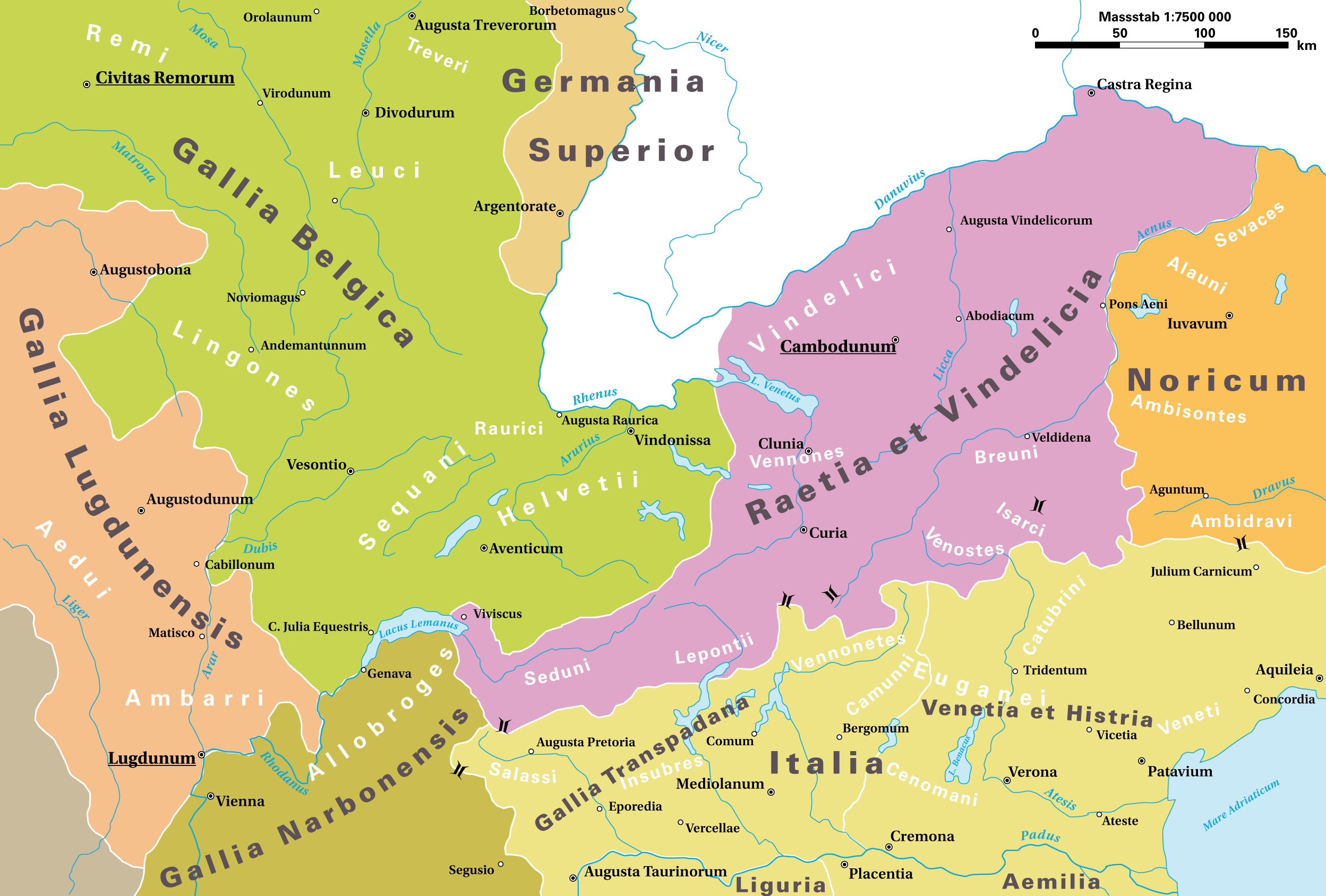
Karta som visar läget för stammarna Insubrer och Leponter i eller nära Gallia Transpadana.

Lepontiska är ett gammalt keltiskt språk från alpområdet som talades i delar av Raetien och Cisalpina Gallien (nu norra Italien) mellan 550 och 100 f.Kr. Lepontiska är belagt i tidiga inskriptioner som finns i ett område runt Lugano i Schweiz, och även vid Comosjön i Italien och Lago Maggiore på gränsen mellan Schweiz och Italien.
Medan vissa nyare studier (t.ex. Eska 1998) har hävdat att Lepontiska helt enkelt är en tidig form av galliska och nära besläktad med Cisalpin Galliska som kom senare till Italien. Andraf forskare  som Lejeune 1971 ser språket  som ett eget kontinentalt keltiskt språk. De tidigare inskriptionerna som finns inom en radie på 50 km från Lugano anses ofta vara lepontiska, medan de senare, omedelbart söder om detta område, anses vara cisalpinska galliska av de som ser det som två olika språk. 
Lepontiska assimilerades först av galliska, då  galliska stammar bosatte sig norr om floden Po, och sedan av latin, efter att den romerska republiken fick kontroll över Gallia Cisalpina under slutet av andra och första århundradet f.Kr.

## Klassificering
Vissa forskare ser (t.ex. Lejeune 1971, Koch 2008) lepontiska som ett eget kontinentalt keltiskt språk.  Andra forskare (t.ex. Evans 1992, Solinas 1995, Eska 1996, McCone 1996, Matasovic 2009) anser att det är en tidig form av den cisalpinska galliska och därmed en dialekt av galliska.
En tidigare uppfattning, utbredd under större delen av 1920-talet och fram till omkring 1970, betraktade Lepontiska som ett para-keltiskt västerländskt indoeuropeiskt språk, besläktat med men inte en del av keltiska språken, möjligen besläktat med liguriska (Whatmough 1933 och Pisani 1964). Liguriska har dock ansetts besläktad med, men inte härstammad från allmän keltiska, se Kruta 1991 och Stifter 2008.
Med hänvisning till språkliga argument såväl som arkeologiska belägg anser Schumacher till och med att Lepontiska är en primär gren av keltiska, kanske till och med det första språket som avviker från proto-keltiska. De lepontiska inskriptionerna är det tidigaste belägget för ett keltiskt språk.

## Alfabetet

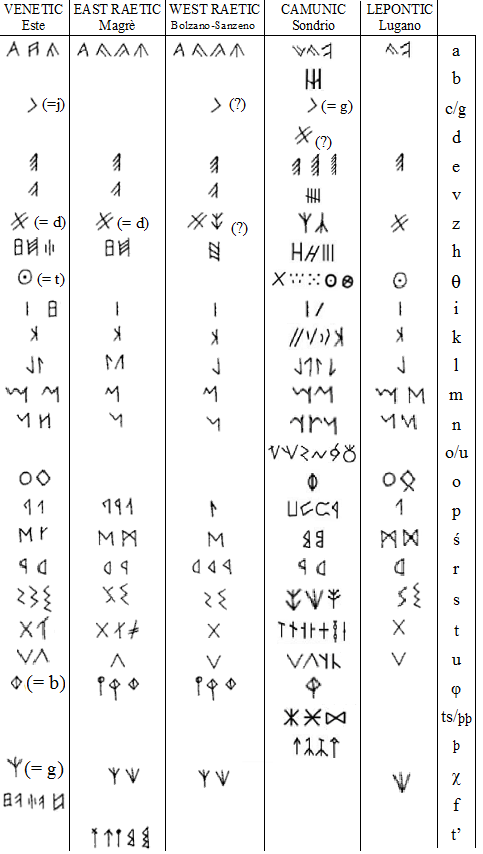
Alfabeten i Este (Venetiska), Magrè och Bolzano/Bozen-Sanzeno (Raetisk), Sondrio (Camuniska), Lugano (Lepontiska)

Alfabetet i Lugano, baserat på inskriptioner som finns i norra Italien och Kanton Ticino, användes för att dokumentera lepontiska inskriptioner, som är de äldsta inskriptionernas från ett keltiskt språk. Alfabetet användes från 7:e till 5:e århundradet f.Kr. Alfabetet har 18 bokstäver, härledda från det arkaiska etruskiska alfabetet.
Alfabetet skiljer inte på tonande och tonlösa konsonanter, d.v.s. P representerar /b/ eller /p/, T är för /t/ eller /d/, och K för /g/ eller /k/. Z är nog för /ts/. U /u/ och V /w/ skiljer sig åt. Θ är förmodligen för /t/ och X för /g/. 

## Källmaterial
Lepontiska är känt från cirka 140 inskriptioner skrivna i alfabetet Lugano, ett av fem viktiga italiska alfabet i norra Italien som härrör från det etruskiska alfabetet. Liknande skript användes för att skriva de rätiska och venetiska språken, och de germanska runalfabeten härrör troligen från ett skrift som tillhör denna grupp.
Att alla inskriptioner skrivna med Luganos alfabet skulle tillhöra ett enda språk är omtvistat. Det var faktiskt vanligt i antiken att ett visst alfabet användes för att skriva flera språk. Luganos alfabet har använts vid myntningen av andra alpina stammar, såsom Salassi, Salluvii och Cavares (Whatmough 1933, Lejeune 1971).
Medan många av de senare inskriptionerna verkar vara skrivna på cisalpinska galliska, anses vissa, inklusive alla de äldre, vara skrivna på ett inhemskt språk som skiljer sig från galliska och kallas lepontiska. Fram till publiceringen av Lejeune 1971 betraktades detta lepontiska språk som ett prekeltiskt språk, möjligen relaterat till liguriska (Whatmough 1933, Pisani 1964). Efter Lejeune 1971 blev den allmänna vetenskapliga uppfattningen att lepontiska skulle klassificeras som ett keltiskt språk, om än möjligen lika avvikande som keltoiberiska, och i alla fall helt skilt från cisalpinska galliska (Lejeune 1971, Kruta 1991, Stifter 2008).  Vissa har en helt annan uppfattning och ser lepontiska och cisalpinsk galliska som i huvudsak ett och samma språk (Eska 1998). En analys av den geografiska fördelningen av inskriptionerna visar dock att de cisalpinska galliska inskriptionerna är senare och från ett område söder om de tidigare (lepontiska) inskriptionerna, med vilka de visar betydande skillnader men även  likheter. 
Medan språket är uppkallat efter stammen i Leponter, som bebodde delar av forntida Raetien, särskilt ett alpint område som sträcker sig över moderna Schweiz och Italien och gränsar till Cisalpina Gallien. Termen används också i nutid av vissa keltologer (t.ex. Eska 1998) för att omfatta alla keltiska dialekter i det antika Italien. Denna användning ifrågasätts av dem som fortsätter att se Leponter som en av flera inhemska förromerska stammar i Alperna, helt skilda från gallerna som invaderade slätterna i norra Italien under historisk tid.
De äldre lepontiska inskriptionerna går tillbaka till före femhundratalet f.Kr., objektet från Castelletto Ticino dateras till sexhundratalet f.Kr. och det från Sesto Calende är möjligen från sjuhundratalet f.Kr. (Prosdocimi, 1991). Människorna som gjorde dessa inskriptioner identifieras numera med Golaseccakulturen, en keltisk kultur i norra Italien (De Marinis 1991, Kruta 1991 och Stifter 2008).  Dateringen för lepontiskans upphörande härleds endast av frånvaron av senare inskriptioner.